# Championnats panaméricains de cyclisme de 2010
Navigation
Championnats panaméricains 2009 Championnats panaméricains 2011
Les Championnats panaméricains de cyclisme sont les championnats continentaux annuels de cyclisme sur route et sur piste pour les pays membres de la Confédération panaméricaine de cyclisme.
Les compétitions se sont déroulées du 7 au 15 mai, à Aguascalientes au Mexique.

## Podiums

### Cyclisme sur route
Les compétitions se déroulaient les 8 et 9 mai.
| Épreuves                                | Or                            | Argent                      | Bronze                        |
| --------------------------------------- | ----------------------------- | --------------------------- | ----------------------------- |
| Compétitions masculines élite           |                               |                             |                               |
| Course en ligne                         | Carlos Oyarzún Chili          | Arnold Alcolea Cuba         | Raúl Granjel Cuba             |
| Contre-la-montre                        | Iván Casas Colombie           | Carlos Oyarzún Chili        | Freddy Montaña Colombie       |
| Compétitions masculines moins de 23 ans |                               |                             |                               |
| Course en ligne                         | Benjamin King États-Unis      | Jonathan Monsalve Venezuela | Ramiro Cabrera Uruguay        |
| Contre-la-montre                        | Benjamin King États-Unis      | Ramiro Cabrera Uruguay      | Ramón Carretero Panama        |
| Compétitions féminines                  |                               |                             |                               |
| Course en ligne                         | Shelley Olds-Evans États-Unis | Joëlle Numainville Canada   | Dalila Rodríguez Cuba         |
| Contre-la-montre                        | Paola Madriñán Colombie       | Amber Neben États-Unis      | Shelley Olds-Evans États-Unis |

### Cyclisme sur piste
Les compétitions se déroulaient au Velódromo del Domo Deportivo Bicentenario d'Aguascalientes du 11 au 15 mai. Ce vélodrome est inauguré pour l'occasion. Il est considéré par la Confédération panaméricaine de cyclisme comme le meilleur en Amérique.
| Épreuves                | Or                                                                | Argent                                                           | Bronze                                                               |
| ----------------------- | ----------------------------------------------------------------- | ---------------------------------------------------------------- | -------------------------------------------------------------------- |
| Compétitions masculines |                                                                   |                                                                  |                                                                      |
| Kilomètre               | Christopher Sellier Trinité-et-Tobago                             | Travis Smith Canada                                              | Ángel Pulgar Venezuela                                               |
| Keirin                  | Hersony Canelón Venezuela                                         | Barry Forde Barbade                                              | Leonardo Narváez Colombie                                            |
| Vitesse individuelle    | Travis Smith Canada                                               | Njisane Phillip Trinité-et-Tobago                                | Leonardo Narváez Colombie                                            |
| Vitesse par équipes     | Colombie Leonardo Narváez Cristian Tamayo Fabián Puerta           | Venezuela César Marcano Ángel Pulgar Hersony Canelón             | Trinité-et-Tobago Njisane Phillip Azikiwe Kellar Christopher Sellier |
| Poursuite individuelle  | Juan Pablo Suárez Colombie                                        | Juan Esteban Arango Colombie                                     | Eduardo Sepúlveda Argentine                                          |
| Poursuite par équipes   | Colombie Juan Pablo Suárez Arles Castro Weimar Roldán Edwin Ávila | Chili Enzo Cesario Pablo Seisdedos Antonio Cabrera Luis Mansilla | Cuba Pedro Sibila Reldys Pérez Yans Arias Rubén Companioni           |
| Course aux points       | Weimar Roldán Colombie                                            | Jorge Luis Montenegro Équateur                                   | José Ramón Aguirre Mexique                                           |
| Américaine              | Colombie Carlos Ospina Weimar Roldán                              | République dominicaine Rafael Merán Augusto Sánchez              | Argentine Marcos Crespo Martín Ercila                                |
| Scratch                 | Carlos Ospina Colombie                                            | Cody O'Reilly États-Unis                                         | Luis Mansilla Chili                                                  |
| Omnium                  | Carlos Urán Colombie                                              | Rubén Companioni Cuba                                            | Luis Mansilla Chili                                                  |
| Compétitions féminines  |                                                                   |                                                                  |                                                                      |
| 500 mètres              | Lisandra Guerra Cuba                                              | Monique Sullivan Canada                                          | Nancy Contreras Mexique                                              |
| Keirin                  | Lisandra Guerra Cuba                                              | Daniela Larreal Venezuela                                        | Diana García Colombie                                                |
| Vitesse individuelle    | Lisandra Guerra Cuba                                              | Diana García Colombie                                            | Daniela Larreal Venezuela                                            |
| Vitesse par équipes     | Cuba Lisandra Guerra Arianna Herrera                              | Colombie Diana García Juliana Gaviria                            | Mexique Nancy Contreras Daniela Gaxiola                              |
| Poursuite individuelle  | Sarah Hammer États-Unis                                           | María Luisa Calle Colombie                                       | Dalila Rodríguez Cuba                                                |
| Poursuite par équipes   | États-Unis Dotsie Bausch Sarah Hammer Lauren Tamayo               | Cuba Yudelmis Domínguez Yumari González Dalila Rodríguez         | Colombie María Luisa Calle Lorena Vargas Natalia Muñoz               |
| Course aux points       | Theresa Cliff-Ryan États-Unis                                     | Lorena Vargas Colombie                                           | Danielys García Venezuela                                            |
| Scratch                 | Yumari González Cuba                                              | Sofía Arreola Mexique                                            | Paola Muñoz Chili                                                    |
| Omnium                  | Sarah Hammer États-Unis                                           | Angie González Venezuela                                         | María Luisa Calle Colombie                                           |

## Déroulement des championnats

### 8 mai: lescontre-la-montreindividuels
Les championnats ont commencé le 8 mai par le contre-la-montre individuel féminin qui précéda celui des hommes (les moins de 23 ans et les élites concourant ensemble). Les circuits étaient tracés dans la municipalité de Calvillo.
Les coureurs cyclistes colombiens ont remporté la médaille d'or.
Les féminines avaient deux tours d'un circuit de 10 kilomètres a effectué et c'est Paola Madriñán, originaire de Cali, qui l'a emporté, dans un temps de 29 min 58 s 96 à une moyenne horaire de 40,023 km/h. Elle a devancé l'Américaine Amber Neben, championne du monde 2008 de la spécialité et sa compatriote Shelley Olds-Evans. Neben, mieux partie, avait 30 secondes d'avance au premier intermédiaire, mais ratait la médaille d'or pour un peu plus de deux secondes.
Les hommes avaient trois tours d'un circuit de 13,2 kilomètres à parcourir. Le Colombien Iván Casas a remporté l'épreuve devançant le Chilien Carlos Oyarzún et un autre Boyacense Freddy Montaña. Casas a réalisé 50 min 34 s 06 sur les 39,6 kilomètres du parcours à une moyenne horaire de 46,987 km/h. L'Argentin Matías Médici ratait la médaille pour moins d'une seconde.
L'Américain Benjamin King, neuvième de l'épreuve, a été sacré champion des moins de 23 ans, à la moyenne horaire de 43,012 km/h.

### 9 mai: les courses en ligne
Les courses en ligne se déroulèrent sur un circuit, développant 15,6 kilomètres, particulièrement accidenté avec quatre côtes. L'arrivée était située après 500 mètres d'une montée à 3 %.
Les féminines se disputaient, le matin, le titre sur une distance de 93,6 kilomètres, soit six tours de circuit. Pendant plusieurs tours, deux concurrentes, la Mexicaine Giuseppina Grassi et la Cubaine Dalila Rodríguez tentèrent une échappée. Mais le peloton, contrôlé par l'équipe américaine, revenaient sur elles et le titre se jouait au sprint. Dans la grimpée d'arrivée, Shelley Olds-Evans dominait la tenante du titre canadienne Joëlle Numainville et Dalila Rodríguez de plusieurs longueurs. Evans a couvert la distance en 2h 41 min 09 s , à la moyenne horaire de 34,850 km/h.
L'après-midi, les moins de 23 ans et les élite hommes se disputaient le titre sur une distance de 171,6 kilomètres, soit onze tours de circuit. Benjamin King, dixième de l'épreuve, déjà titré dans le contre-la-montre, récidivait et était sacré champion des moins de 23 ans, avec six minutes d'avance sur son dauphin, le Vénézuélien Jonathan Monsalve. King couvrait la distance en 4h 18 min 47 s .
Carlos Oyarzún, médaillé d'argent dans le contre-la-montre, remportait le titre à l'issue d'une échappée solitaire. Il devançait un petit groupe de quatre coureurs d'une cinquantaine de secondes. Les Cubains Arnold Alcolea et Raúl Granjel se partageaient les médailles restantes en dominant au sprint le Colombien Gregorio Ladino, tenant du titre et le Mexicain Florencio Ramos. Oyarzún a couvert la distance en 4h 15 min 03 s , à la moyenne horaire de 40,369 km/h.

### 11 mai: La première journée de compétition sur piste
Les compétitions ont débuté par les qualifications de la vitesse par équipes hommes. La première équipe à s'élancer fut les Trinidadiens. Puis ce fut les qualifications pour la poursuite individuelle dames. Lors de celles-ci, l'Américaine Sarah Hammer, triple championne du monde de poursuite, battait le record du monde, détenu jusqu'alors par la Néo-Zélandaise, Sarah Ulmer. Avec 3 min 22 s 269, elle ôtait 2 s 268 à la précédente marque (3 min 24 s 537 temps réalisé à Athènes lors des J. O., le 22 août 2004). Lors de la finale, Sarah Hammer, 27 ans, rattrapait sa rivale colombienne, María Luisa Calle, 42 ans, en seulement cinq tours, pour s'emparer du titre. La médaille de bronze était obtenue par Dalilia Rodríguez qui disposait de la Mexicaine Sofía Arreola lors de la finale pour la 3e place.
Dans l'après-midi, la piste fut inaugurée par les officiels de la région, en la présence du président de l'UCI, Patrick McQuaid et du président de la Confédération panaméricaine de cyclisme, José Manuel Pérez.
La première finale disputée lors de ces championnats fut celle du 500 mètres féminin, qui a vu la victoire de la Cubaine Lisandra Guerra, championne du monde 2008 de la spécialité, en 33 s 390, nouveau record panaméricain à la clef. À cette occasion, elle remporta une victoire écrasante puisque 1 s 370 la séparait de la Canadienne Monique Sullivan, alors que seulement 0 s 929 séparait la huitième concurrente de sa dauphine.
Les deux autres finales de la journée furent remportées par les pistards colombiens. Dans la course aux points, Weimar Roldán disposa de l'Équatorien Jorge Luis Montenegro, seul concurrent à être resté dans le même tour que le vainqueur. Tandis que dans la vitesse par équipes, Leonardo Narváez emmena ses équipiers vers le titre. Il faut cependant remarquer que les Trinidadiens allèrent plus vite lors de la finale pour la médaille de bronze que les futurs champions.

### 12 mai: Deuxième journée
Lors des qualifications de la matinée, deux records panaméricains furent battus. Le Colombien Juan Pablo Suárez devenait le détenteur de la nouvelle marque continentale en poursuite individuelle, avec un temps de 4 min 26 s 139 (0 s 986 de moins que l'ancien record détenu par son compatriote Jairo Pérez). Pour la médaille d'or, Suárez devait affronter un autre Colombien, Juan Esteban Arango dans l'après-midi.
Pour le second record, c'était l'équipe féminine américaine de poursuite par équipes, emmenée par la toute nouvelle recordwoman du monde de la poursuite individuelle, Sarah Hammer qui pulvérisait le précédent de 2 s 791, échouant cependant à 0 s 037 de la marque mondiale (3 min 21 s 589 contre 3 min 21 s 552).
L'après-midi de compétition commençait par la première médaille d'or colombienne de la journée avec la victoire de Carlos Ospina dans le scratch. Ospina avait réussi à prendre un tour à tous ses concurrents. Puis Lisandra Guerra obtenait sa deuxième médaille d'or des championnats en remportant avec sa coéquipière Arianna Herrera la finale de la vitesse par équipes.
Juan Pablo Suárez s'adjugeait l'or de la poursuite individuelle hommes en rejoignant son adversaire Arango, en moins de trois tours. Dans le match pour la troisième place, l'Argentin Eduardo Sepúlveda, 19 ans, record national à la clef, battait le Cubain Reldys Pérez.
En fin d'après-midi, l'équipe féminine américaine de poursuite par équipes s'adjugeait l'or, avec en prime un nouveau record mondial. En franchissant, pour la première fois, le mur symbolique des 3 min 20 s , elle ôtait 1 s 931 au précédent (record détenu par les Néo-Zélandaises depuis les derniers championnats du monde danois). Dans la dernière finale de la journée, le Vénézuélien Hersony Canelón remportait l'or du keirin en disposant de compétiteurs confirmés comme le Barbadien Barry Forde ou Leonardo Narváez.

### 13 mai: Troisième journée
La session du matin commença par les qualifications pour la poursuite par équipes masculine. Lors de celles-ci, l'équipe colombienne, composée de Juan Arango, Arles Castro, Weimar Roldán et de Edwin Ávila, réalisait un nouveau record panaméricain. Avec 4 min 04 s 826, il réduisait le précédent record de plus de quatre secondes (établi l'année précédente par une autre sélection colombienne).
Lors des éliminatoires de la vitesse individuelle féminine, un autre record panaméricain tombait. Lisandra Guerra, déjà titrée cette semaine sur 500 mètres et dans la vitesse par équipes, s'appropriait le record du 200 m lancé, avec un temps de 10 s 862. Elle se rapprochait à 0 s 031 du record mondial détenu depuis 1993 par la Russe Olga Slyusareva.
La première finale de l'après-midi fut celle du kilomètre. En 1 min 00 s 995, le Trinidadien Christopher Sellier s'adjugeait l'or en battant un nouveau record panaméricain. La marque précédente, 1 min 01 s 085, datait du championnat panaméricain 2009 et était en possession de l'Américain Jimmy Watkins.
Dans la course scratch féminine, la double championne du monde de la spécialité, la Cubaine Yumari González a dominé ses adversaires et notamment sa dauphine Sofía Arreola, tout juste 19 ans. En finale de la poursuite par équipes masculine, l'équipe nationale colombienne pulvérisait son temps du matin, en étant la première équipe américaine à descendre sous la barre des quatre minutes. En 3 min 59 s 412, elle établissait également un nouveau record panaméricain.

### 14 mai: Quatrième journée
La quatrième journée de compétition commençait par le 250 m départ lancé de l'omnium féminin, par le 200 m départ lancé des qualifications de la vitesse individuelle masculine, puis par le 250 m départ lancé de l'omnium masculin. On notait que Sarah Hammer, le Canadien Travis Smith et le Colombien Carlos Urán, meilleurs temps dans leur discipline respective, obtiendraient tous trois la médaille d'or, le lendemain.
Dans la finale de la course à l'américaine, Carlos Ospina et Weimar Roldán obtenaient respectivement leur deuxième et troisième médaille d'or de la semaine en remportant la course. Les tenants du titre mexicains Luis Macías et Ignacio Sarabia échouaient à la quatrième place dans le même tour que les Argentins, médaillés de bronze. Les Dominicains leur avaient pris un tour et les lauréats colombiens deux.
Lors de la finale de la vitesse individuelle féminine, Lisandra Guerra décrochait son troisième titre personnel. Elle battait la Colombienne Diana García en deux manches sèches. Pour le bronze, la Vénézuélienne Daniela Larreal prenait le meilleur sur Monique Sullivan, en deux manches également.

### 15 mai: Cinquième et dernière journée de compétition
Il fut ajouté au programme matinal une tentative de Juan Esteban Arango contre le record panaméricain de poursuite individuelle, détenu depuis 3 jours par son compatriote Suárez. Dans un temps de 4 min 18 s 806, Arango abaissait de plus de sept secondes la marque continentale.
Lors de la finale du keirin féminin, Lisandra Guerra obtenait sa quatrième médaille d'or. Le podium réunissait les mêmes concurrentes qu'en vitesse individuelle. Cependant Daniela Larreal subtilisait la médaille d'argent à Diana García. L'Américaine Theresa Cliff-Ryan, après avoir terminé quatrième du scratch, triompha lors du dernier jour de compétition dans la course aux points, en prenant deux tours au peloton. La Colombienne Lorena Vargas termine seconde dans le même tour que la lauréate, tandis qu'à un tour terminait la Vénézuélienne Danielys García, médaillée de bronze.
En vitesse individuelle masculine, Travis Smith a remporté la médaille d'or. Premier à l'issue des qualifications, il termina invaincu la compétition, s'imposant dans toutes les manches qu'il disputa. Smith disposa du Colombien Cristian Tamayo (second des qualifications, passé par les repêchages) en quarts de finale et profita de l'élimination prématurée, au même stade de la compétition, de son compatriote Joseph Veloce (troisième des qualifications). Le Canadien disposa du Trinidadien Njisane Phillip (septième des qualifications) en finale. Quant à Leonardo Narváez, il s'adjugea sa troisième médaille des championnats en s'imposant pour le bronze face au champion panaméricain 2010 du keirin, Hersony Canelón.
Sarah Hammer remporta sa troisième médaille d'or de ces championnats, lors de l'épreuve de l'omnium féminin. Cette compétition en six manches commença vendredi par l'épreuve du 250 m départ lancé. Puis Hammer s'imposa dans la course aux points et termina deuxième de la course par élimination. Le lendemain, elle s'imposa dans la poursuite individuelle, le scratch et termina troisième du 500 mètres départ arrêté.
Comme aux Jeux sud-américains, deux mois plus tôt, Carlos Urán remportait le classement final de l'omnium. Il s'imposait devant le tenant du titre, le Cubain Rubén Companioni. Le Chilien Luis Mansilla s'adjugeait le bronze, après avoir, pourtant, terminé la première journée à la septième place. À la troisième place se trouvait, alors, l'Équatorien José Ragonessi qui lui rétrogradait à cette même septième place, à l'issue de la compétition. Urán, second après la deuxième épreuve (la course aux points) derrière Campanioni, prenait la tête du classement à l'issue de la première journée et ne la quittait plus. Il remportait trois épreuves sur six de cet omnium.

## Tableau des médailles
75 médailles étaient distribuées lors de ces championnats.
| Rang  | Nation                 | Or | Argent | Bronze | Total |
| ----- | ---------------------- | -- | ------ | ------ | ----- |
| 1     | Colombie               | 9  | 5      | 6      | 20    |
| 2     | États-Unis             | 7  | 2      | 1      | 10    |
| 3     | Cuba                   | 5  | 3      | 4      | 12    |
| 4     | Venezuela              | 1  | 4      | 3      | 8     |
| 5     | Canada                 | 1  | 3      | 0      | 4     |
| 6     | Chili                  | 1  | 2      | 3      | 6     |
| 7     | Trinité-et-Tobago      | 1  | 1      | 1      | 3     |
| 8     | Mexique                | 0  | 1      | 3      | 4     |
| 9     | Uruguay                | 0  | 1      | 1      | 2     |
| 10    | Barbade                | 0  | 1      | 0      | 1     |
|       | Équateur               | 0  | 1      | 0      | 1     |
|       | République dominicaine | 0  | 1      | 0      | 1     |
| 13    | Argentine              | 0  | 0      | 2      | 2     |
| 14    | Panama                 | 0  | 0      | 1      | 1     |
| Total | Total                  | 25 | 25     | 25     | 75    |

## Bilan sportif
Deux records du monde ont été battus lors de ces championnats. Sarah Hammer s'approprie celui de la poursuite individuelle féminine et l'équipe des États-Unis celui de la poursuite par équipes féminine.
La Colombie a terminé en tête du bilan par nation.
Cependant sa domination fut moins écrasante que lors des Jeux sud-américains du mois de mars précédent (deux médailles d'or lui avaient échappé sur 28 possibles). La raison principale à cela : une concurrence accrue.
En effet, la présence des États-Unis et de Cuba a permis de densifier le niveau de la compétition. La Colombie a terminé avec 9 médailles d'or devant les Américains, 7 médailles d'or et les Cubains, 5.
Ces trois nations ont capitalisé, à elles seules, 21 des 25 médailles d'or en jeu. Quatorze sélections nationales ont remporté au moins une médaille.
Au niveau individuel, Lisandra Guerra a terminé les championnats avec quatre médailles d'or. Sarah Hammer et Weimar Roldán s'en adjugeaient trois chacun. En comptabilisant les médaillés par équipes, 69 compétiteurs furent honorés d'une médaille au moins lors de cette compétition.